# Overland Park
Overland Park is een stad in de Amerikaanse staat Kansas. Overland Park maakt deel uit van de agglomeratie Kansas City, net zoals Olathe, Lenexa, Prairie Village en Leawood. In 2010 had de stad een bevolking van 173,372 inwoners. Volgens het CNN/Money en Money magazines, staat Overland Park constant genoteerd in de top 10 beste steden om te wonen in de Verenigde Staten. In 2010 heeft dit magazine Overland Park op de 7e plaats gerangschikt. Verder is de stad genomineerd als een van de beste steden om uw kinderen in op te laten groeien in 2009. In 2010 stond de stad als 3e genoteerd. Verder was Overland Park het decor voor Showtimes series zoals "The United States of Tara".

## Demografie
Van de bevolking is 11,4% ouder dan 65 jaar. 27,4% bestaat uit eenpersoonshuishoudens. De werkloosheid bedraagt 2,2% (cijfers volkstelling 2000).
Ongeveer 3,8% van de bevolking van Overland Park bestaat uit hispanics en latino's, 2,5% is van Afrikaanse oorsprong en 3,8% van Aziatische oorsprong.
Het aantal inwoners steeg van 111.798 in 1990 naar 149.080 in 2000.

## Klimaat
In januari is de gemiddelde temperatuur -2,2 °C, in juli is dat 25,7 °C. Jaarlijks valt er gemiddeld 1004,8 mm neerslag (gegevens op basis van de meetperiode 1961-1990).

## Plaatsen in de nabije omgeving
De onderstaande figuur toont nabijgelegen plaatsen in een straal van 12 km rond Overland Park.

## Geboren
- Randy Flagler (1968), acteur